# Veľké Blahovo
Veľké Blahovo (bis 1948 slowakisch „Veľký Aboň“; ungarisch Nagyabony oder Nemesabony) ist eine Gemeinde im Südwesten der Slowakei mit 1579 Einwohnern (Stand 31. Dezember 2024). Sie gehört zum Okres Dunajská Streda, einem Teil des Trnavský kraj.

## Geographie
Die Gemeinde befindet sich auf der Großen Schüttinsel, einem Teil des slowakischen Donautieflands. Das Gemeindegebiet ist eben, mit Höhen von 114 m n.m. bis 117 m n.m., nach Norden bis zur Kleinen Donau langgezogen und größtenteils von Auböden bedeckt. Das Ortszentrum liegt auf einer Höhe von 116 m n.m. und ist drei Kilometer von Dunajská Streda entfernt.
Nachbargemeinden sind Vydrany im Norden, Dunajská Streda im Osten, Kostolné Kračany im Süden, Kráľovičove Kračany im Südwesten, Orechová Potôň im Westen und Mostová (Gemarkung Šoriakoš) im Nordwesten über die Kleine Donau.

## Geschichte

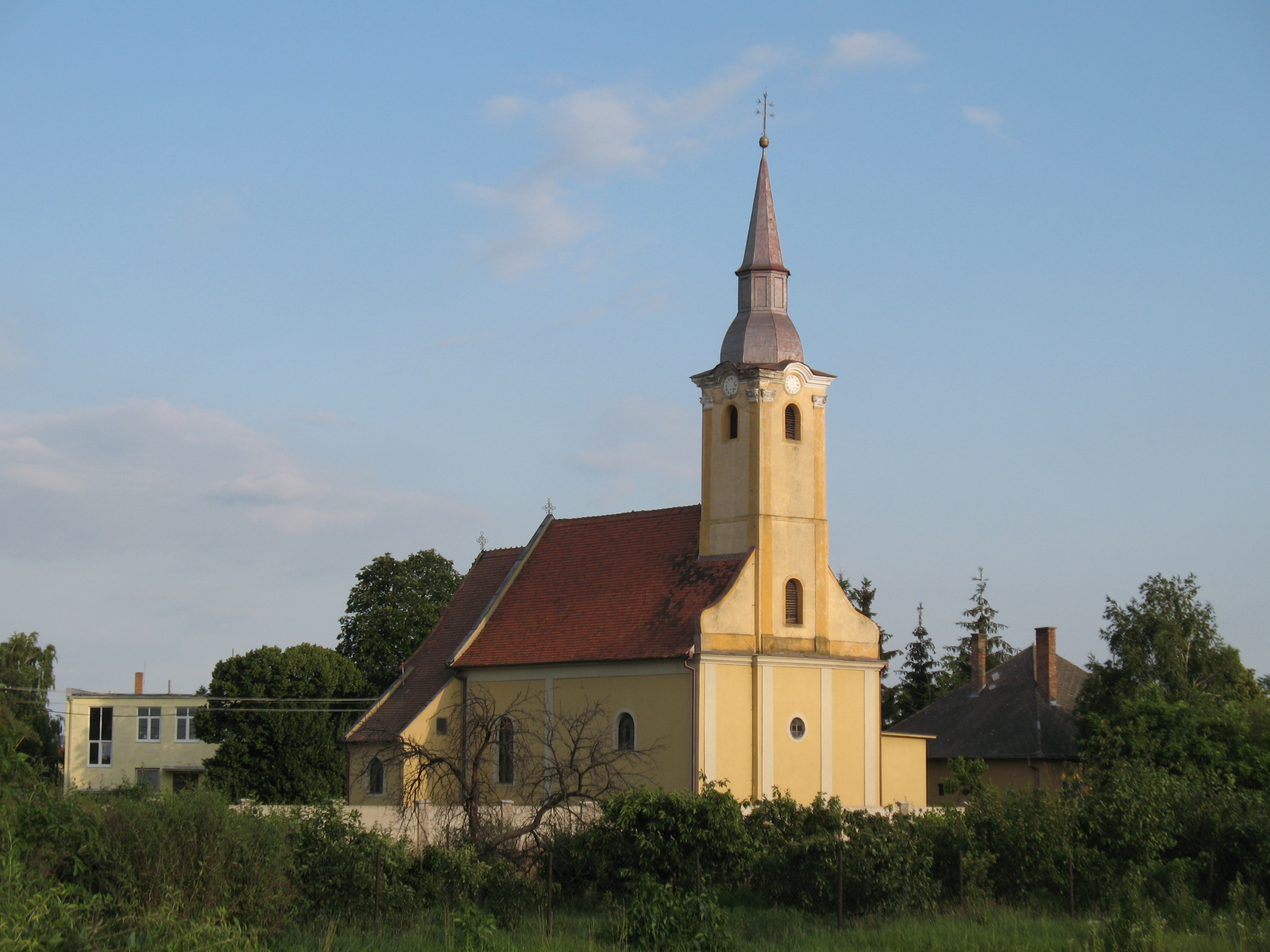
Kirche

Veľké Blahovo wurde zum ersten Mal 1162 als terra Oboni schriftlich erwähnt. Der Name ist hierbei vom altungarischen Namen Aba abgeleitet. Das Dorf gehörte zu Familien aus dem niederen Adel, namentlich sind unter anderen Ordódy, Csiba und Olgyay erwähnt. In den Jahren 1760–1765 entstand das Ordódy-Landschloss im Rokokostil, das aber gegen 1950 wieder abgerissen wurde. 1828 zählte man 131 Häuser und 940 Einwohner, die in der Landwirtschaft beschäftigt waren.
Bis 1919 gehörte der im Komitat Pressburg liegende Ort zum Königreich Ungarn und kam danach zur Tschechoslowakei beziehungsweise heute Slowakei. Auf Grund des Ersten Wiener Schiedsspruchs lag er 1938–1945 noch einmal in Ungarn.
1948 wurde der ungarisch klingende Name Veľký Aboň in Veľké Blahovo geändert.

## Bevölkerung
| Jahr                | 1994 | 2004    | 2014     | 2024    |
| ------------------- | ---- | ------- | -------- | ------- |
| Anzahl der Personen | 1200 | 1318    | 1533     | 1579    |
| Unterschied         |      | +9,83 % | +16,31 % | +3,00 % |

| Jahr                | 2023 | 2024    |
| ------------------- | ---- | ------- |
| Anzahl der Personen | 1588 | 1579    |
| Unterschied         |      | −0,56 % |

Nach der Volkszählung 2011 wohnten in Veľké Blahovo 1448 Einwohner, davon 1071 Magyaren, 307 Slowaken, 17 Roma, sechs Tschechen, fünf Juden und jeweils ein Bulgare, Kroate, Pole, Serbe und Ukrainer; sechs Einwohner waren anderer Ethnie. 31 Einwohner machten keine Angabe. 1013 Einwohner bekannten sich zur römisch-katholischen Kirche, 193 Einwohner zur reformierten Kirche, 28 Einwohner zur evangelischen Kirche A. B., jeweils sieben Einwohner zu den Zeugen Jehovas und zu den Siebenten-Tags-Adventisten, vier Einwohner zur griechisch-katholischen Kirche und zur neuapostolischen Kirche, drei Einwohner zur altkatholischen Kirche, zwei Einwohner zu den Mormonen und zur evangelisch-methodistischen Kirche und jeweils ein Einwohner zur Bahai-Religion, zur jüdischen Gemeinde und zur orthodoxen Kirche; acht Einwohner waren anderer Konfession. 88 Einwohner waren konfessionslos und bei 86 Einwohnern ist die Konfession nicht ermittelt.
Ergebnisse der Volkszählung 2001 (1242 Einwohner):
| Nach Ethnie: - 85,99 % Magyaren - 10,06 % Slowaken - 2,90 % Roma - 0,40 % Tschechen - 0,24 % Mährer - 0,08 % Ukrainer | Nach Konfession: - 74,32 % römisch-katholisch - 4,11 % evangelisch - 2,74 % konfessionslos - 0,81 % keine Angabe - 0,40 % griechisch-katholisch |

## Bauwerke
- römisch-katholische Kirche im Barockstil aus dem Jahr 1761
- Kapelle im neoklassizistischen Stil aus dem Ende des 19. Jahrhunderts

## Söhne und Töchter der Gemeinde
- János Bihari (1764–1827), Roma-Violinist und Vertreter der „Zigeunermusik“